# Ульбинский хребет
Ульби́нский хребе́т (каз. Үлбі жотасы) — горный хребет на западе Алтая, расположенный на территории Восточно-Казахстанской области Казахстана.
Протяжённость хребта составляет около 100 км. Высшая точка — гора Верхняя Ульба (2371 м). Хребет сложен главным образом песчаниками, известняками, кристаллическими сланцами и гранитами. Склоны хребтов сильно расчленены, однако преобладают плоские вершины. Нижние части склонов покрыты степной растительностью, выше растут смешанные леса, а на северо-востоке — хвойные.